# 785
785 (DCCLXXXV) je bilo navadno leto, ki se je po julijanskem koledarju začelo na soboto.

## Dogodki
- 1. januar

## Smrti
Neznan datum
- al-Mahdi - tretji kalif Abasidskega kalifata (* 744 ali 745)
- Teofil Edeški, srednjeveški astrolog in učenjak iz Mezopotamije (* 695)